# Joseph-Amédée-Xavier de Boisson de La Salle
Le Conseiller Joseph-Amédée-Xavier de Boisson de La Salle, est né le 5 février 1755, à Aix-en-Provence, paroisse de La Madeleine. Il est le fils de Jacques-Joseph-Gaspard, Conseiller en la Chambre des Comptes, Aides et Finances de Provence (8-5-1750), et de Françoise-Ursule Martin des Germain. Il épousa à Aix-en-Provence, le 20 juin 1806, Polixène Le Blanc de Castillon, fille de Jean-Baptiste, Conseiller au Parlement de Provence et Procureur Général, et de Joséphine Catherine Léocadie d'Astier.

## Biographie
Descendant d'une famille qui donnait des magistrats à la Provence depuis quatre siècles, Joseph de Boisson de La Salle suivit la même carrière que ses aïeux et fut reçu le 20 décembre 1779, Conseiller au Parlement de Provence, en la charge de Joseph de Martiny. Au retour des Bourbons, il est élu membre actif de l'Académie d'Aix (1816) et publia peu après le livre qui le fit passer à la postérité : Essai sur l'histoire des Comtes souverains de Provence (Aix, Mouret, 1820, in-8° ; réédition Editions des Régionalismes, Cressé, 2012,  (ISBN 9782824001838). Il mourut sans enfants et fut enseveli à Aix-en-Provence le 5 août 1823.

## Famille
Les Boisson de la Salle ont commencé leur itinéraire dans la robe à la chambre des Comptes en 1643, pour le continuer au Parlement en 1779. 
Au XVIIe siècle, Honoré de Boisson devient seigneur de La Salle (arrière-fief de la seigneurie de Montmeyan) par suite de son mariage avec Anne de Castellane, fille de Pierre, seigneur de Montmeyan ,. Cet arrière-fief est constitué du domaine d'Enguerne, entre Montmeyan et Quinson.